# Латвийско-эстонская женская баскетбольная лига
Латвийско-эстонская женская баскетбольная лига (англ. Latvian-Estonian League) — женский баскетбольный турнир, в котором участвуют латвийские и эстонские команды, а также по приглашению могут участвовать клубы из других стран. Организуется совместно федерациями баскетбола Латвии и Эстонии, начиная с 2012 года. С 2015 года в турнире участвует клуб «Катц» из Финляндии.

## Формат турнира
Турнир проводится в два этапа:
1) регулярный сезон — команды играют между собой по круговой системе;
2) финал четырёх (шести) — проводится на площадке одного из клубов по системе плей-офф.

## Призёры
| Год  | Финал четырёх | Финал             | Финал   | Финал               | Матч за 3-е место        | Матч за 3-е место | Матч за 3-е место       |
| Год  | Финал четырёх | Победитель        | Счёт    | Финалист            | Бронзовый призёр         | Счёт              | 4-е место               |
| ---- | ------------- | ----------------- | ------- | ------------------- | ------------------------ | ----------------- | ----------------------- |
| 2013 | Цесис         | ЖБК Цесис (Цесис) | 67 : 61 | ТТТ Рига (Рига)     | РТУ/Меркс (Рига)         | 77 : 53           | ЭКЛЕКС (Таллин)         |
| 2014 | Таллин        | ТТТ Рига (Рига)   | 60 : 50 | ЖБК Цесис (Цесис)   | РТУ/Меркс (Рига)         | 75 : 60           | ЭКЛЕКС (Таллин)         |
| 2015 | Рига          | ТТТ Рига (Рига)   | 84 : 39 | ЖБК Цесис (Цесис)   | Таллина Юликоол (Таллин) | 66 : 56           | 1182 Таллин (Таллин)    |
| 2016 | Рига          | ТТТ Рига (Рига)   | 68 : 43 | Катц (Лаппеэнранта) | Вега 1 (Лиепая)          | 78 : 71           | 1182 Таллин (Таллин)    |
| 2017 | Рига          | ТТТ Рига (Рига)   | 82 : 61 | Катц (Лаппеэнранта) | Вега 1 (Лиепая)          | 67 : 58           | ФКР Медиа/Рапла (Рапла) |

## Победители
| Команды                               | Чемпион       | 2-е место      | 3-е место      | 4-е место     |
| ------------------------------------- | ------------- | -------------- | -------------- | ------------- |
| ТТТ Рига                              | 4 (2014—2017) | 1 (2013)       |                |               |
| ЖБК Цесис                             | 1 (2013)      | 2 (2014, 2015) |                |               |
| Катц                                  |               | 2 (2016, 2017) |                |               |
| РСУ (РТУ/Меркс)                       |               |                | 2 (2013, 2014) |               |
| Вега 1                                |               |                | 2 (2016, 2017) |               |
| Таллин Юниверсити                     |               |                | 1 (2015)       |               |
| ФКР Медиа/Рапла (ЭКЛЕКС, 1182 Таллин) |               |                |                | 5 (2013—2017) |